# Mistrovství světa v biatlonu 2024
Mistrovství světa v biatlonu v roce 2024 probíhalo od 7. do 18. února 2024 v Novém Městě na Moravě. Šlo o druhé mistrovství, které toto biatlonové středisko pořádalo – před tím se zde závodilo v roce 2013.

## Volba pořadatele
O pořadateli se hlasovalo na kongresu Mezinárodní biatlonové unie 14. listopadu 2020, který z důvodů koronavirové krize proběhl elektronickou formou.
Nové Město na Moravě nemělo v této volbě žádnou konkurenci. Zájem o uspořádání mistrovství projevily také švýcarské Lenzerheide a běloruský Minsk, ale kandidaturu nakonec nepředložily a soustředily se na Mistrovství světa v biatlonu 2025.

## Vysočina aréna
Český svaz biatlonu plánoval dějiště šampionátu – Vysočina Arenu – do té doby důkladně zrekonstruovat. Tribuna E (na severu), která se vždy před závody montovala, byla nahrazena přístavbou tribuny D. V ní je ze zadní strany ukryto týmové zázemí, společenské prostory a servisní buňky. V plánu byla i nová budova jižně od tribun pro diváky, která by nahradila tradiční VIP stan a kromě místa pro VIP hosty by sloužila i jako tiskové středisko. Z důvodů vzrůstu ceny stavebních prací se ji nepodařilo realizovat. Podařilo se však postavit přístavek k budově vedení závodů (vlevo od střelnice), ve které nalezl zázemí stále se rozšiřující IT tým. 
Změn se už v roce 2022 dočkala i trať, především úsek za stadionem. „Televizně i logisticky, z hlediska přípravy a úpravy trati, nám dělá dlouhodobě problémy. Takže tam vznikne jedna část nad příjezdem jinak, bude mít nové křížení,“ vysvětloval při představování záměrů v roce 2020 ředitel soutěží v Novém Městě Vlastimil Jakeš.
Oficiální otevření se konalo 29. ledna 2024 za přítomnosti předsedy vlády Petra Fialy, prezidenta Českého svazu biatlonu Jiřího Hamzy a předsedy Národní sportovní agentury Ondřeje Šebka.

## Česká účast

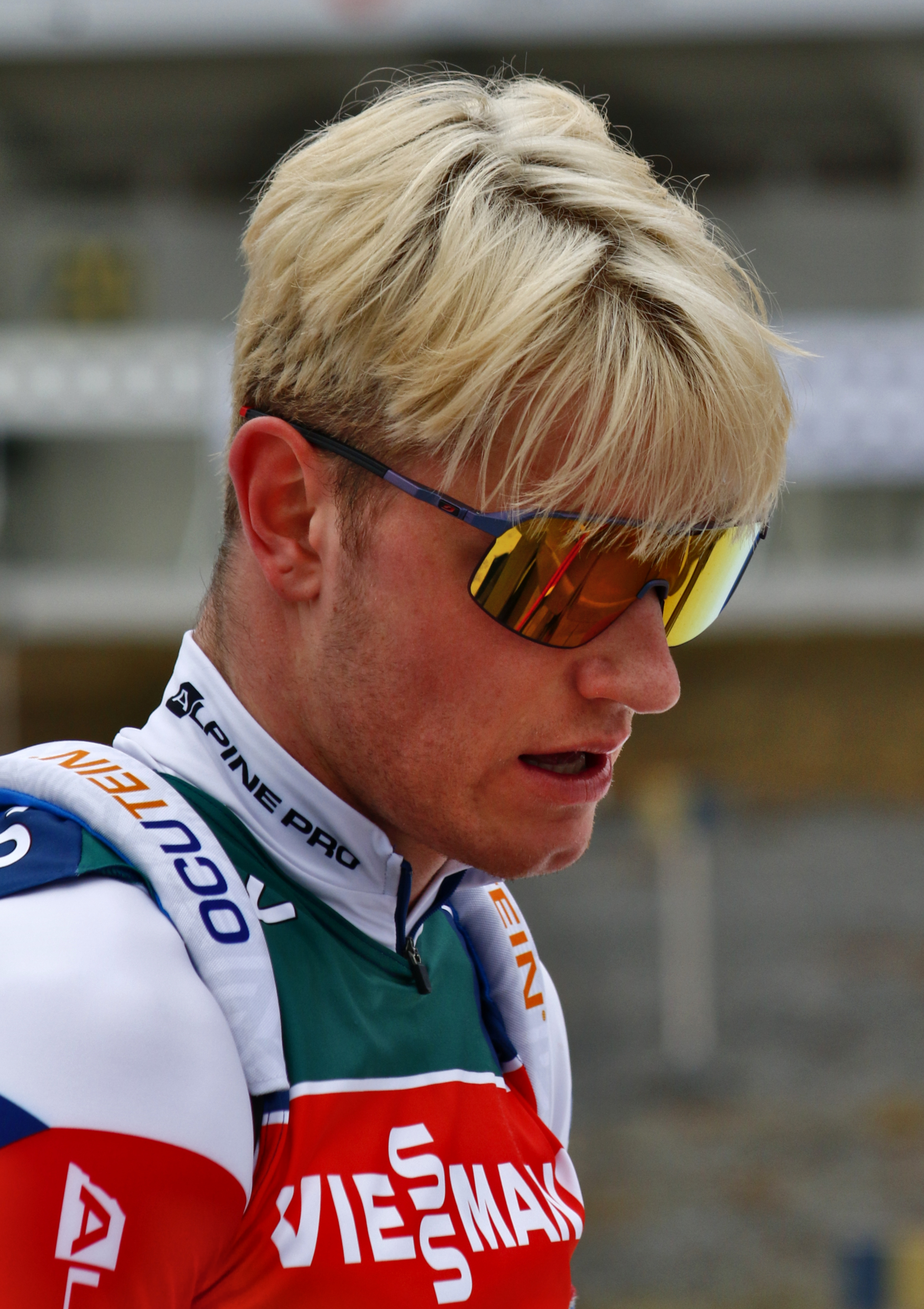
Tomáš Mikyska při tréninku před sprintem

Nominaci na mistrovství světa uzavírali čeští trenéři dvoukolově v lednu. Podle předsezónních kritérií rozhodlo o prvních třech nominovaných pořadí ve světovém poháru, čtvrtého určili trenéři.
„Do Anterselvy už by měli odjet čtyři ženy a čtyři muži, kteří utvoří základ pro mistrovství světa. Ostatní se rozjedou o páté místo na mistrovství Evropy v Osrblie,“ upřesnil to manažer reprezentace Ondřej Rybář. Nakonec však toto platilo jen pro ženský tým; z důvodů zdravotních potíží Michala Krčmáře povolali trenéři do reprezentace zpět Adama Václavíka a Mikuláše Karlíka.
Na konci ledna oznámili trenéři prvních deset jistých účastníků – mezi ženami budou reprezentovat Tereza Voborníková, Jessica Jislová, Markéta Davidová, Lucie Charvátová a debutantka Kristýna Otcovská, která dosud závodila pouze v nižším IBU Cupu a ve své dosavadní kariéře nezasáhla do žádného závodu světového poháru. V mužské části budou reprezentovat Michal Krčmář, Jakub Štvrtecký, Jonáš Mareček, Tomáš Mikyska a Vítězslav Hornig. Vzhledem ke zdravotnímu stavu Krčmáře a Mikysky trenéři nevyloučili nominaci ještě šestého závodníka.

| Závodnice/Závodník | SP  | SZ  | HZ  | IZ  | ŠT | SŠT | SZD |
| ------------------ | --- | --- | --- | --- | -- | --- | --- |
| Markéta Davidová   | 17. | 9.  | 15. | 20. | 7. | 14. | 10. |
| Lucie Charvátová   | 40. | LAP | –   | 71. | 7. | –   | –   |
| Jessica Jislová    | 48. | 42. | –   | 12. | 7. | 14. | –   |
| Kristýna Otcovská  | –   | –   | –   | –   | –  | –   | –   |
| Tereza Voborníková | 32. | 13. | –   | 52. | 7. | –   | –   |
| Vítězslav Hornig   | –   | –   | –   | 46. | 7. | –   | –   |
| Michal Krčmář      | 19. | 18. | 24. | 26. | 7. | 14. | –   |
| Jonáš Mareček      | 58. | DNS | –   | –   | 7. | –   | 10. |
| Jakub Štvrtecký    | 41. | 47. | –   | 63. | –  | –   | –   |
| Tomáš Mikyska      | 33. | 27. | 26. | 10. | 7. | 14. | –   |

## Program
Na programu mistrovství byly všechny disciplíny, které se běžně jezdí v závodech světového poháru. Muži i ženy absolvovali sprinty, stíhací závody, vytrvalostní závody, závody s hromadným startem a štafety. Společně jeli smíšenou štafetu a smíšený závod dvojic.
| Den | Datum     | Disciplína                       | Začátek (SEČ) | Počet závodníků |
| --- | --------- | -------------------------------- | ------------- | --------------- |
| St  | 7. února  | Smíšená štafeta                  | 17:20         | 25 týmů         |
| Pá  | 9. února  | Sprint (ženy)                    | 17:20         | 93              |
| So  | 10. února | Sprint (muži)                    | 17:05         | 100             |
| Ne  | 11. února | Stíhací závod (ženy)             | 14:30         | 59              |
| Ne  | 11. února | Stíhací závod (muži)             | 17:05         | 55              |
| Út  | 13. února | Vytrvalostní závod (ženy)        | 17:10         | 59              |
| St  | 14. února | Vytrvalostní závod (muži)        | 17:20         | 101             |
| Čt  | 15. února | Smíšený závod dvojic             | 18:00         | 28 týmů         |
| So  | 17. února | Štafeta (ženy)                   | 13:45         | 21 týmů         |
| So  | 17. února | Štafeta (muži)                   | 16:30         | 24 týmů         |
| Ne  | 18. února | Závod s hromadným startem (ženy) | 14:15         | 30              |
| Ne  | 18. února | Závod s hromadným startem (muži) | 16:30         | 30              |

## Průběh závodů
Mistrovství se zúčastnilo celkem 289 závodníků (139 biatlonistek a 150 biatlonistů) ze 33 zemí.
Závody se konaly za neobvykle vysokých teplot a občasného deště. Pořadatelé museli na trať každý den navážet umělý sníh, který měli připravený v zásobníku sněhu. Zorganizování mistrovství za těchto podmínek ocenil i prezident IBU Olle Dahlin.

### Smíšená štafeta
V závodu vedli zpočátku němečtí reprezentanti, ale v polovině se dostali do čela Francouzi, kteří odrazili nástup favorizovaných norských biatlonistů a po čtyřech letech v této štafetě na mistrovství světa zvítězili. Český tým se po trestném kole Michala Krčmáře dostal až téměř na konec závodního pole. Tomáš Mikyska, Markéta Davidová a Jessica Jislová pak pozici zlepšovali, ale vinou špatného běhu nebo horší střelby se jim podařilo postoupit jen na konečné 14. místo.

### Sprinty

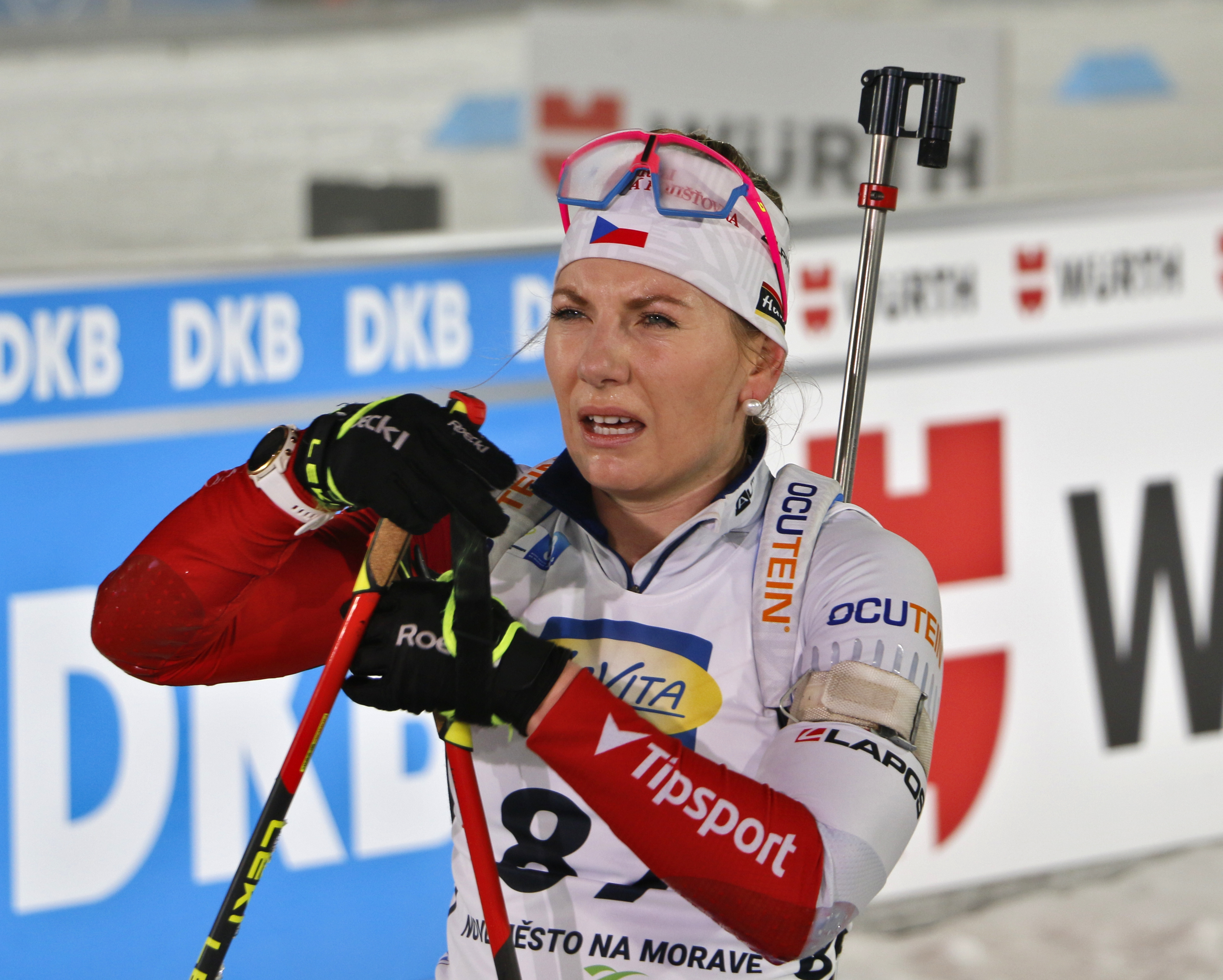
Lucie Charvátová po dojezdu do cíle sprintu

V závodě žen obsadily všechny místa na stupních vítězů francouzské biatlonistky. Zvítězila Julia Simonová, která střílela nejen bezchybně, ale také nejrychleji ze všech. Za ní se umístily Justine Braisazová-Bouchetová a Lou Jeanmonnotová, které nezasáhly shodně jeden terč. Z českých reprezentantek dojela nejlépe Markéta Davidová, která nezasáhla dva terče při střelbě vstoje a skončila na 18. místě.
Ve sprintu mužů získali naopak všechny medaile norští závodníci. Zvítězil Sturla Holm Laegreid, který zastřílel obě položky čistě. Johannes Thingnes Bø jel sice nejrychleji ze všech, ale nezasáhl jeden terč při střelbě vleže a skončil o 3,5 vteřiny na druhém místě. Bronzovou medaili získal Vetle Sjåstad Christiansen, který udělal také jednu chybu při první střelbě. Z českých reprezentantů byl nejlepší Michal Krčmář, který dojel na 19. pozici.

### Stíhací závody
Titul v závodě žen obhájila vítězka předchozího sprintu, Francouzka Julia Simonová, díky kvalitní a především velmi rychlé střelbě. Stejně dobře střílela druhá Italka Lisa Vittozziová, která tak předstihla Francouzku Justine Braisazovou-Bouchetovou. Nejlepší českou biatlonistkou byla Markéta Davidová, která se rychlým během a dobrou střelbou posunula na deváté místo. Tereza Voborníková dojela čtyři místa za ní.
Ve stíhacím závodu mužů obsadili medailové pozice opět tři norští biatlonisté. Zlato však získal Johannes Thingnes Bø, který běžel nejrychleji ze všech. Vítěz sprintu, Sturla Holm Laegreid, skončil druhý a třetí místo vybojoval opět Vetle Sjåstad Christiansen. Michal Krčmář se vinou tří nezasažených terčů a pomalejší střelby zlepšil oproti sprintu jen o jedno místo a dojel osmnáctý.

### Vytrvalostní závody

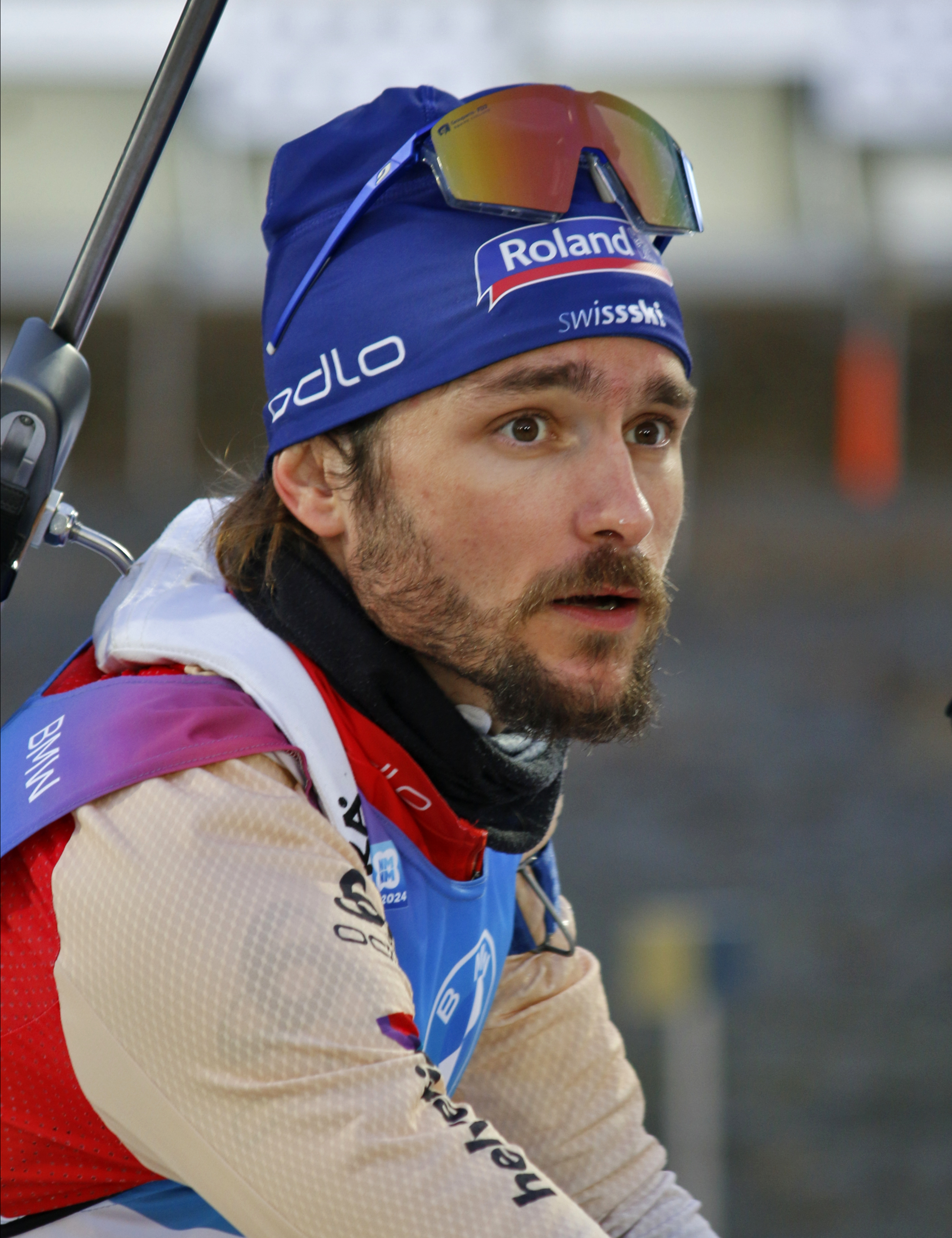
Jeremy Finello při tréninku před sprintem

V závodě žen zvítězila Italka Lisa Vittozziová, která zastřílela všechny položky čistě. Druhá překvapivě  dojela stejně dobře střílející Němka Janina Hettichová-Walzová. Třetí skončila  Francouzka Julia Simonová, která do předposledního kola vedla, ale při poslední střelbě nezasáhla jeden terč. Z českých reprezentantek byla nejlepší Jessica Jislová, která také minula jeden terč a dojela na 12. místě.
V mužském závodě prokázal mimořádnou formu v běhu Nor Johannes Thingnes Bø, který sice při první střelbě jednou chyboval, ale pak střílel čistě a o téměř minutu zvítězil před svým bratrem Tarjeim Bø. Třetí dojel Němec Benedikt Doll Mezi Čechy byl nejlepší na desátém místě Tomáš Mikyska, který také udělal celkem jednu chybu na střelnici.

### Závod smíšených dvojic
V tomto závodě zvítězila francouzská dvojice Quentin Fillon Maillet a Lou Jeanmonnotová, kteří stříleli lépe než ostatní. Druhé místo vybojovali Francouzi před třetími Nory. Za Čechy musel sice Jonáš Mareček po druhé střelbě na trestné kolo, ale s Markétou Davidovou se pak zlepšovali a obsadili 10. místo.

### Štafety
V závodě žen zvítězily podle očekávání francouzské biatlonistky, přestože po střelbách na druhém úseku jela Sophie Chauveauová dvě trestná kola. Druhá byla švédská a třetí německá štafeta. Překvapením bylo čtvrté místo estonského týmu, zatímco Norky skončily až desáté. Česká štafeta skončila sedmá, když Lucie Charvátová a Jessica Jislová musely vždy na jedno trestné kolo.
V závodě mužů však favorizovaní Norové skončili až na druhém místě, když Vetle Sjåstad Christiansen musel jet po poslední střelbě tři trestná kola. Zvítězili švédští reprezentanti především zásluhou menšího počtu chyb na střelnici. Třetí dojeli němečtí biatlonisté. Český tým obsadil sedmé místo, přestože na prvních dvou úsecích jeli Tomáš Mikyska a Michal Krčmář chvílemi v čele závodu.

### Hromadné starty
V závodu žen zvítězila díky velmi rychlému běhu a bezchybné střelbě Francouzka Justine Braisazová-Bouchetová. Stejně dobře střílela i druhá Lisa Vittozziová; třetí skončila další Francouzka Lou Jeanmonnotová s jednou střeleckou chybou. Markéta Davidová běžela rychle, ale nezasáhla celkem tři terče a dojela na 15. místě.
Závod mužů ovládl především díky nejrychlejšímu běhu Nor Johannes Thingnes Bø. Druhý skončil zásluhou čisté střelby Lotyš Andrejs Rastorgujevs, třetí pak Francouz Quentin Fillon Maillet. Českým reprezentantům se nedařilo hlavně běžecky, ale i střelecky: Michal Krčmář dojel na 24. místě, Tomáš Mikyska o dvě pozice za ním.

## Medailisté

### Muži
| Disciplína                                  | Zlato                                                                    | Výkon                                         | Stříbro                                                                              | Výkon                                                     | Bronz                                                                     | Výkon                                                     |
| Vytrvalostní závod (20 km) (detaily)        | Johannes Thingnes Bø                                                     | 45:49,0 (1+0+0+0)                             | Tarjei Bø                                                                            | 46:47,9 (0+1+0+0)                                         | Benedikt Doll                                                             | 47:42,3 (0+0+0+1)                                         |
| Sprint (10 km) (detaily)                    | Sturla Holm Laegreid                                                     | 25:23,9 (0+0)                                 | Johannes Thingnes Bø                                                                 | 25:27,4 (1+0)                                             | Vetle Sjåstad Christiansen                                                | 25:42,5 (1+0)                                             |
| Stíhací závod (12,5 km) (detaily)           | Johannes Thingnes Bø                                                     | 32:36,9 (1+2+0+0)                             | Sturla Holm Laegreid                                                                 | 33:05,6 (2+0+0+0)                                         | Vetle Sjåstad Christiansen                                                | 33:15,4 (0+0+1+2)                                         |
| Závod s hromadným startem (15 km) (detaily) | Johannes Thingnes Bø                                                     | 34:50,2 (1+0+0+0)                             | Andrejs Rastorgujevs                                                                 | 35:05,3 (0+0+0+0)                                         | Quentin Fillon Maillet                                                    | 35:23,2 (0+0+1+0)                                         |
| Štafeta (4×7,5 km) (detaily)                | ŠvédskoViktor Brandt Jesper Nelin Martin Ponsiluoma Sebastian Samuelsson | 1:16:22,6 (0+0) (0+2) (0+2) (0+1) (0+2) (0+0) | NorskoSturla Holm Laegreid Tarjei Bø Johannes Thingnes Bø Vetle Sjåstad Christiansen | 1:16:34,4 (0+1) (1+3) (0+0) (0+2) (0+2) (0+0) (0+0) (3+3) | FrancieÉric Perrot Fabien Claude Émilien Jacquelin Quentin Fillon Maillet | 1:16:35,4 (0+3) (1+3) (2+3) (0+0) (0+1) (0+2) (0+0) (0+1) |

### Ženy
| Disciplína                                    | Zlato                                                                                    | Výkon                                                     | Stříbro                                                                 | Výkon                                                     | Bronz                                                                                   | Výkon                                                     |
| Vytrvalostní závod (15 km) (detaily)          | Lisa Vittozziová                                                                         | 40:02,9 (0+0+0+0)                                         | Janina Hettichová-Walzová                                               | 40:23,4 (0+0+0+0)                                         | Julia Simonová                                                                          | 40:32,5 (0+0+0+1)                                         |
| Sprint (7,5 km) (detaily)                     | Julia Simonová                                                                           | 20:07,5 (0+0)                                             | Justine Braisazová-Bouchetová                                           | 20:12,4 (1+0)                                             | Lou Jeanmonnotová                                                                       | 20:48,3 (0+1)                                             |
| Stíhací závod (10 km) (detaily)               | Julia Simonová                                                                           | 29:54,8 (0+1+0+0)                                         | Lisa Vittozziová                                                        | 30:41,1 (0+0+0+1)                                         | Justine Braisazová-Bouchetová                                                           | 30:44,1 (0+1+2+1)                                         |
| Závod s hromadným startem (12,5 km) (detaily) | Justine Braisazová-Bouchetová                                                            | 34:37,2 (0+0+0+0)                                         | Lisa Vittozziová                                                        | 35:08,4 (0+0+0+0)                                         | Lou Jeanmonnotová                                                                       | 35:33,9 (1+0+0+0)                                         |
| Štafeta (4×6 km) (detaily)                    | FrancieLou Jeanmonnotová Sophie Chauveauová Justine Braisazová-Bouchetová Julia Simonová | 1:15:00,8 (0+0) (0+0) (1+3) (1+3) (0+0) (0+1) (0+1) (0+3) | ŠvédskoAnna Magnussonová Linn Perssonová Hanna Öbergová Elvira Öbergová | 1:15:39,3 (0+0) (0+2) (0+1) (0+3) (0+0) (0+2) (0+1) (1+3) | NěmeckoJanina Hettichová-Walzová Selina Grotianová Vanessa Voigtová Sophia Schneiderová | 1:16:15,0 (0+0) (0+0) (0+3) (0+0) (0+1) (0+1) (0+1) (0+3) |

### Smíšené štafety
| Disciplína                                  | Zlato                                                                                  | Výkon                                                     | Stříbro                                                                                          | Výkon                                                     | Bronz                                                                        | Výkon                                                     |
| Smíšená štafeta (4×6 km) (detaily)          | FrancieÉric Perrot Quentin Fillon Maillet Justine Braisazová-Bouchetová Julia Simonová | 1:09:24,4 (0+3) (0+0) (0+1) (0+1) (1+3) (0+1) (0+0) (0+0) | NorskoTarjei Bø Johannes Thingnes Bø Karoline Offigstad Knottenová Ingrid Landmark Tandrevoldová | 1:10:09,6 (0+0) (0+2) (0+1) (0+3) (0+0) (0+0) (0+1) (0+1) | ŠvédskoSebastian Samuelsson Martin Ponsiluoma Hanna Öbergová Elvira Öbergová | 1:10:26,1 (0+2) (0+3) (0+1) (0+0) (0+2) (0+0) (0+0) (0+2) |
| Smíšený závod dvojic (6 + 7,5 km) (detaily) | FrancieQuentin Fillon Maillet Lou Jeanmonnotová                                        | 36:21,7 (0+0) (0+0) (0+0) (0+2) (0+0) (0+1)               | ItálieTommaso Giacomel Lisa Vittozziová                                                          | 36:46,3 (0+2) (0+2) (0+0) (0+0) (0+1) (0+0)               | NorskoJohannes Thingnes Bø Ingrid Landmark Tandrevoldová                     | 36:49,4 (0+1) (0+1) (0+0) (0+0) (0+0) (0+2) (0+0) (1+3)   |

## Medailové pořadí

### Medailové pořadí zemí
| Pořadí | Země     | 1. místo | 2. místo | 3. místo | Celkově |
| ------ | -------- | -------- | -------- | -------- | ------- |
| 1.     | Francie  | 6        | 1        | 6        | 13      |
| 2.     | Norsko   | 4        | 5        | 3        | 12      |
| 3.     | Itálie   | 1        | 3        | 0        | 4       |
| 4.     | Švédsko  | 1        | 1        | 1        | 3       |
| 5.     | Německo  | 0        | 1        | 2        | 3       |
| 6.     | Lotyšsko | 0        | 1        | 0        | 1       |
|        | Celkem   | 12       | 12       | 12       | 36      |

### Medailové pořadí závodníků

#### Muži
| Pořadí | Závodník                   | Zlato | Stříbro | Bronz | Celkově |
| ------ | -------------------------- | ----- | ------- | ----- | ------- |
| 1.     | Johannes Thingnes Bø       | 3     | 3       | 1     | 7       |
| 2.     | Quentin Fillon Maillet     | 2     | 0       | 2     | 4       |
| 3.     | Sturla Holm Laegreid       | 1     | 2       | 0     | 3       |
| 4.     | Éric Perrot                | 1     | 0       | 1     | 2       |
| 4.     | Martin Ponsiluoma          | 1     | 0       | 1     | 2       |
| 4.     | Sebastian Samuelsson       | 1     | 0       | 1     | 2       |
| 7.     | Viktor Brandt              | 1     | 0       | 0     | 1       |
| 7.     | Jesper Nelin               | 1     | 0       | 0     | 1       |
| 9.     | Tarjei Bø                  | 0     | 3       | 0     | 3       |
| 10.    | Vetle Sjåstad Christiansen | 0     | 1       | 2     | 3       |
| 11.    | Andrejs Rastorgujevs       | 0     | 1       | 0     | 1       |
| 12.    | Tommaso Giacomel           | 0     | 1       | 0     | 1       |
| 13.    | Benedikt Doll              | 0     | 0       | 1     | 1       |
| 14.    | Émilien Jacquelin          | 0     | 0       | 1     | 1       |
| 14.    | Fabien Claude              | 0     | 0       | 1     | 1       |

#### Ženy
| Pořadí | Závodnice                     | Zlato | Stříbro | Bronz | Celkově |
| ------ | ----------------------------- | ----- | ------- | ----- | ------- |
| 1.     | Julia Simonová                | 4     | 0       | 1     | 5       |
| 2.     | Justine Braisazová-Bouchetová | 3     | 1       | 1     | 5       |
| 4.     | Lou Jeanmonnotová             | 2     | 0       | 2     | 4       |
| 5.     | Lisa Vittozziová              | 1     | 3       | 0     | 4       |
| 6.     | Sophie Chauveauová            | 1     | 3       | 0     | 4       |
| 7.     | Janina Hettichová-Walzová     | 0     | 1       | 1     | 1       |
| 7.     | Ingrid Landmark Tandrevoldová | 0     | 1       | 1     | 2       |
| 7.     | Elvira Öbergová               | 0     | 1       | 1     | 2       |
| 7.     | Hanna Öbergová                | 0     | 1       | 1     | 2       |
| 10.    | Karoline Offigstad Knottenová | 0     | 1       | 0     | 1       |
| 10.    | Anna Magnussonová             | 0     | 1       | 0     | 1       |
| 10.    | Linn Perssonová               | 0     | 1       | 0     | 1       |
| 13.    | Selina Grotianová             | 0     | 0       | 1     | 1       |
| 13.    | Vanessa Voigtová              | 0     | 0       | 1     | 1       |
| 13.    | Sophia Schneiderová           | 0     | 0       | 1     | 1       |